# Chiesa di San Pietro di Alcantara (Pergine Valsugana)
La chiesa di San Pietro di Alcantara è la parrocchiale in frazione Vigalzano a Pergine Valsugana. Risale al XVIII secolo.

## Storia

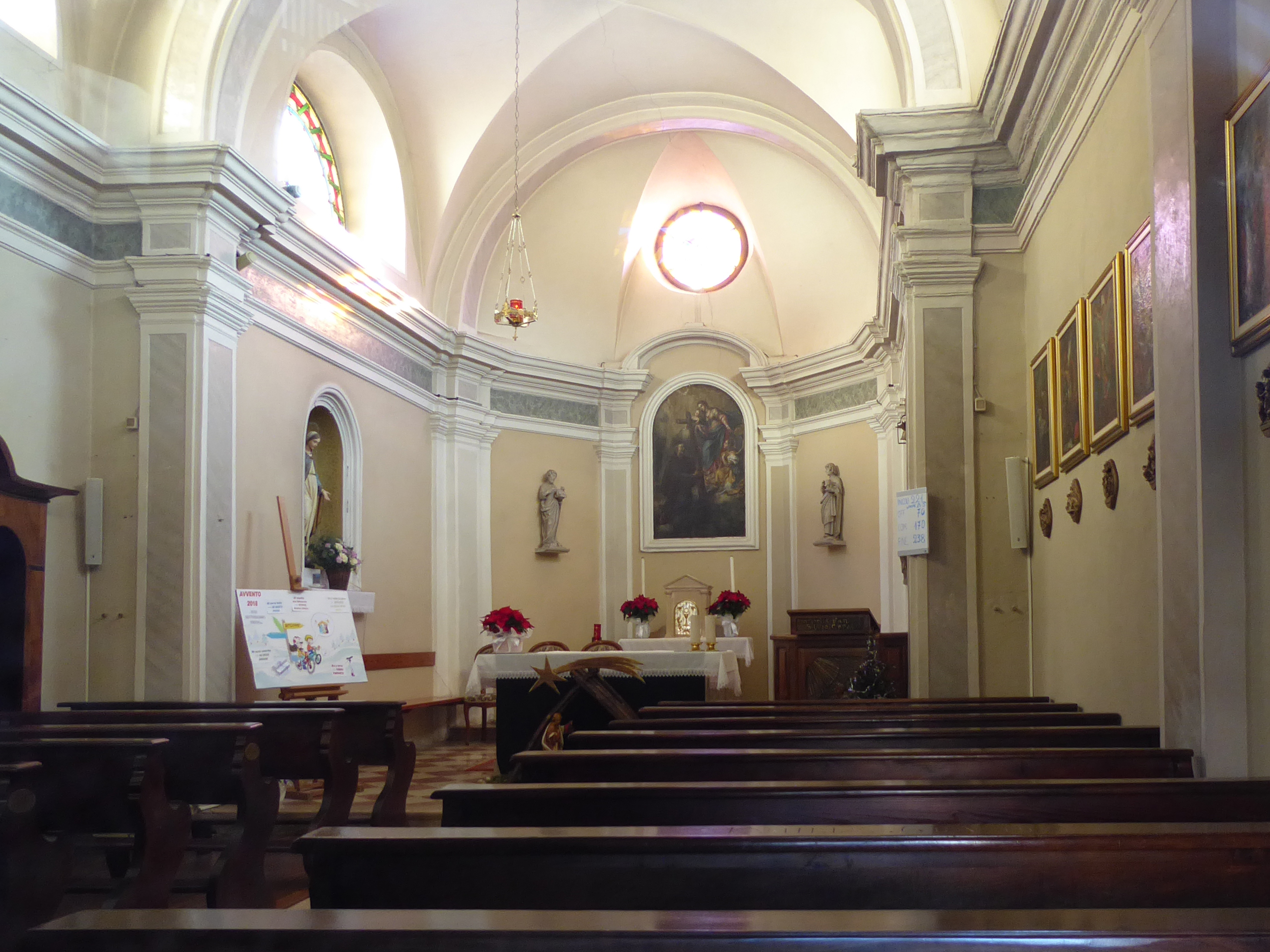
Interno

La comunità di Vigalzano si riunì una prima volta nel 1751 per decidere in merito alla costruzione di una chiesa sul suo territorio, considerando che aveva contribuito in precedenza all'edificazione di San Rocco nella vicina Casalino, ma il proposito non ebbe seguito immediato.
Solo dopo aver ottenuto l'autorizzazione da parte del vescovo di Feltre, nel 1765, iniziarono i lavori per il nuovo edificio religioso, da dedicare a San Pietro d'Alcantara.
I lavori vennero ultimati nel 1768 ma intanto, nel 1766, la chiesa era già stata benedetta e pochi anni più tardi, nel 1786 si registrò il passaggio dell'intera area dalla giurisdizione ecclesiastica della diocesi di Feltre a quella di Trento.
Quasi un secolo più tardi, nel 1856, la chiesa venne dotata di cantoria con lo scopo di ampliarne le dimensioni,  ormai insufficienti al numero dei fedeli di Vigalzano. Durante tali lavori venne posata una nuova pavimentazione  nel presbiterio.
Ottenne dignità parrocchiale nel 1953.